# Cody Linley
Cody Martin Linley (Lewisville, 20 de novembro de 1989) é um ator estadunidense. É mais conhecido por ser trabalho em Hoot, e também pelo papel de Jake Ryan em Hannah Montana.
Cody regravou 'Wonderwall' do Oasis. 

## Filmografia
- Hoovey - (Eric "Hoovey" Elliott) (2015)
- Forget Me Not .... Eli Channing (2009)
- Hannah Montana .... Jake Ryan (2006-2010)
- The Haunting Hour: Don't Think About It (2007) .... Sean
- Hoot (2006) .... Mullet Fingers
- Rebound (2005) .... Larry Burgess Jr.
- Echoes of Innocence (2005) .... Christopher
- That's So Raven - Five Finger Discount .... Daryl (2004)
- Cheaper by the Dozen (2003) .... Quinn
- When Zachary Beaver Came to Town (2003) .... Cal
- Beyond the Prairie, Part 2: The True Story of Laura Ingalls Wilder (2002) (TV) .... Charlie Magnuson
- Walker, Texas Ranger .... Griffin Pope … (1999-2001)
- Desperate Measures (2001) TV .... Griffin Pope
- Miss Congeniality (2000) .... Tough Boy
- Where the Heart Is (2000) .... Brownie Coop
- My Dog Skip (2000) .... Spit McGee
- Jacob's Ladder (1999) TV .... Timmy
- Still Holding On: The Legend of Cadillac Jack (1998) (TV) .... Tommy mais jovem